# 216年
| 千纪： | 1千纪                                                                                           |
| 世纪： | 2世纪 \| 3世纪 \| 4世纪                                                                         |
| 年代： | 180年代 \| 190年代 \| 200年代 \| 210年代 \| 220年代 \| 230年代 \| 240年代                       |
| 年份： | 211年 \| 212年 \| 213年 \| 214年 \| 215年 \| 216年 \| 217年 \| 218年 \| 219年 \| 220年 \| 221年 |
| 纪年： | 丙申年（猴年）；东汉建安二十一年                                                                |

## 大事记
- 中国
  - 5月——曹操晉爵魏王。
  - 曹操拘留呼厨泉单于，派右贤王去卑监国，将南匈奴分成五部，即左、右、南、北、中，分别安置在陕西、山西、河北一带。

## 各国领袖

### 亞洲
- 中國（東漢）
  - 君主：漢獻帝（189年－220年）
  - 實質掌權者: 曹操（丞相、魏王216-220）
  - 主要州牧：曹操、孙权、劉備
- 南匈奴 - 呼厨泉单于（195年－216年）
- 日本 - 神功皇后（攝政，200年－270年）
- 泰米尔哲罗（Chera）王朝 - Yanaikat-sey Mantaran Cheral（201年－241年）
- 亚美尼亚 - 霍斯羅夫一世, 亚美尼亚国王 (198-217)
- 朝鲜半岛 (朝鲜三国时代)
  - 百济 - 仇首王, 百济王 (214–234)
  - 金官伽耶 - 居登王, 伽耶王 (199-259)
  - 高句丽 - 山上王, 高句丽王 (197–227)
  - 新罗 - 奈解尼師今, 新罗王 (196–230)
- 高加索伊比利亚王国 - 
  1. Rev I the Just（英语：Rev I of Iberia）, 伊比利亚王 (189-216)
  2. Vache（英语：Vache of Iberia）, 伊比利亚王 (216-234)
- 贵霜帝国 - 韋蘇提婆一世（Vasudeva I） (c.191-225)
- 奥斯若恩 - Abgar 十世 Severus bar Ma'nu, 奥斯若恩国王 (212-214)
- 安息帝国 - 
  1. Vologases六世（英语：Vologases VI of Parthia）, 帕提亚国王 (c.208-228)
  2. 阿尔达班四世, 帕提亚国王 (c.208-228)

### 欧洲
- 罗马帝国 - 卡拉卡拉, 罗马皇帝 (211-217)

### 非洲
- 库什王朝 (Kush) - Aryesbokhe国王 (215-225)

## 逝世
- 張魯，東漢末年割據軍閥之一。